# Natação nos Jogos Olímpicos de Verão de 1988 - 200 m costas masculino
A competição dos 200 metros costas masculino da natação nos Jogos Olímpicos de Verão de 1988 foi disputada no dia 22 de setembro no  Jamsil Indoor Swimming Pool em Seul, Coreia do Sul.

## Medalhistas
| Ouro   | URS Igor Polyansky  |
| Prata  | GDR Frank Baltrusch |
| Bronze | NZL Paul Kingsman   |

## Recordes
Antes desta competição, os recordes mundiais e olímpicos da prova eram os seguintes:
| Tipo | Atleta               | Tempo   | Local                       | Data                |
| ---- | -------------------- | ------- | --------------------------- | ------------------- |
|      | Igor Polyansky (URS) | 1:58.14 | Erfurt, Alemanha Oriental   | 3 de março de 1985  |
|      | USA Rick Carey       | 1:58.99 | Los Angeles, Estados Unidos | 31 de julho de 1984 |

## Resultados

### Eliminatórias
Regra: Os oito nadadores mais rápidos avançam à final A (Q), enquanto os oito seguintes, à final B (q).
| Pos. | Raia | Nadador                  | CON                        | Tempo   | Notas |
| ---- | ---- | ------------------------ | -------------------------- | ------- | ----- |
| 1    | 6    | Sergei Zabolotnov        | URS União Soviética        | 2:01.27 | Q     |
| 2    | 5    | Frank Baltrusch          | GDR Alemanha Oriental      | 2:01.49 | Q     |
| 3    | 4    | Dirk Richter             | GDR Alemanha Oriental      | 2:01.54 | Q     |
| 4    | 6    | Igor Polyansky           | URS União Soviética        | 2:01.70 | Q     |
| 5    | 4    | Dan Veatch               | USA Estados Unidos         | 2:01.73 | Q     |
| 6    | 6    | Jens-Peter Berndt        | FRG Alemanha Ocidental     | 2:01.77 | Q     |
| 7    | 6    | Paul Kingsman            | NZL Nova Zelândia          | 2:02.20 | Q     |
| 8    | 5    | Rogério Romero           | BRA Brasil                 | 2:02.26 | Q     |
| 9    | 4    | Georgi Mihalev           | BUL Bulgária               | 2:02.71 | q     |
| 10   | 6    | Tamás Deutsch            | HUN Hungria                | 2:03.17 | q     |
| 11   | 5    | Martín López-Zubero      | ESP Espanha                | 2:03.33 | q     |
| 12   | 4    | Frank Hoffmeister        | FRG Alemanha Ocidental     | 2:03.34 | q     |
| 13   | 5    | Daichi Suzuki            | JPN Japão                  | 2:03.36 | q     |
| 14   | 5    | Stefano Battistelli      | ITA Itália                 | 2:03.63 | q, WD |
| 15   | 4    | Steve Bigelow            | USA Estados Unidos         | 2:03.64 | q     |
| 16   | 3    | Gary Binfield            | GBR Grã-Bretanha           | 2:03.79 | q     |
| 17   | 4    | Sean Murphy              | CAN Canadá                 | 2:03.81 | q, WD |
| 18   | 5    | Mark Tewksbury           | CAN Canadá                 | 2:04.02 | q     |
| 19   | 3    | Alejandro Alvizuri       | PER Peru                   | 2:04.29 |       |
| 20   | 3    | John Davey               | GBR Grã-Bretanha           | 2:04.70 |       |
| 21   | 6    | David Holderbach         | FRA França                 | 2:04.83 |       |
| 22   | 3    | Ernesto Vela             | MEX México                 | 2:05.08 |       |
| 22   | 6    | Simon Upton              | AUS Austrália              | 2:05.08 |       |
| 24   | 5    | Eðvarð Þór Eðvarðsson    | ISL Islândia               | 2:05.61 |       |
| 25   | 3    | Richard Gheel            | IRL Irlanda                | 2:05.71 |       |
| 26   | 6    | Lars Sørensen            | DEN Dinamarca              | 2:05.73 |       |
| 27   | 2    | Stephen Cullen           | IRL Irlanda                | 2:06.98 |       |
| 28   | 4    | Pavel Vokoun             | TCH Checoslováquia         | 2:07.24 |       |
| 29   | 2    | Patrick Ferland          | SUI Suíça                  | 2:07.77 |       |
| 30   | 3    | Lin Laijiu               | CHN China                  | 2:08.28 |       |
| 31   | 2    | David Lim Fong Jock      | SIN Singapura              | 2:08.65 |       |
| 32   | 3    | Shigemori Maruyama       | JPN Japão                  | 2:09.16 |       |
| 33   | 2    | Wladimir Ribeiro         | BRA Brasil                 | 2:11.48 |       |
| 34   | 2    | Horst Niehaus            | CRC Costa Rica             | 2:12.83 |       |
| 35   | 2    | Eric Greenwood           | CRC Costa Rica             | 2:15.42 |       |
| 36   | 2    | Patrick Sagisi           | GUM Guam                   | 2:15.82 |       |
| 37   | 1    | Brett Halford            | ZIM Zimbabwe               | 2:17.84 |       |
| 38   | 1    | Pablo Barahona           | HON Honduras               | 2:21.61 |       |
| 39   | 1    | Mohamed Abdullah         | UAE Emirados Árabes Unidos | 2:29.64 |       |
| 40   | 1    | Mohamed Bin Abid         | UAE Emirados Árabes Unidos | 2:36.21 |       |
| 41   | 1    | Rami Kantari             | LIB Líbano                 | 2:40.29 |       |
| 044  | 2    | Park Dong-pil            | KOR Coreia do Sul          | DSQ     |       |
| 044  | 3    | Charalambos Papanikolaou | GRE Grécia                 | DSQ     |       |
| 044  | 5    | Tamás Darnyi             | HUN Hungria                | DSQ     |       |

### Finais

#### Final B
| Pos. | Raia | Nadador             | CON                    | Tempo   | Notas |
| ---- | ---- | ------------------- | ---------------------- | ------- | ----- |
| 9    | 6    | Frank Hoffmeister   | FRG Alemanha Ocidental | 2:01.65 |       |
| 10   | 7    | Steve Bigelow       | USA Estados Unidos     | 2:02.95 |       |
| 11   | 3    | Martín López-Zubero | ESP Espanha            | 2:03.70 |       |
| 12   | 8    | Mark Tewksbury      | CAN Canadá             | 2:03.79 |       |
| 13   | 4    | Georgi Mihalev      | BUL Bulgária           | 2:04.24 |       |
| 14   | 5    | Tamás Deutsch       | HUN Hungria            | 2:04.42 |       |
| 15   | 2    | Daichi Suzuki       | JPN Japão              | 2:04.67 |       |
| 16   | 1    | Gary Binfield       | GBR Grã-Bretanha       | 2:04.90 |       |

#### Final A
| Pos.              | Raia | Nadador           | CON                    | Tempo   | Notas            |
| ----------------- | ---- | ----------------- | ---------------------- | ------- | ---------------- |
| Medalha de ouro   | 6    | Igor Polyansky    | URS União Soviética    | 1:59.37 |                  |
| Medalha de prata  | 5    | Frank Baltrusch   | GDR Alemanha Oriental  | 1:59.60 |                  |
| Medalha de bronze | 1    | Paul Kingsman     | NZL Nova Zelândia      | 2:00.48 | Recorde nacional |
| 4                 | 4    | Sergei Zabolotnov | URS União Soviética    | 2:00.52 |                  |
| 5                 | 3    | Dirk Richter      | GDR Alemanha Oriental  | 2:01.67 |                  |
| 6                 | 7    | Jens-Peter Berndt | FRG Alemanha Ocidental | 2:01.84 |                  |
| 7                 | 2    | Dan Veatch        | USA Estados Unidos     | 2:02.26 |                  |
| 8                 | 8    | Rogério Romero    | BRA Brasil             | 2:02.28 |                  |